# Memorial Nacional (Estados Unidos)
Memorial Nacional (em inglês:  National Memorial) é uma designação utilizada nos Estados Unidos para uma área protegida que homenageia uma personalidade ou um evento histórico. Os memoriais nacionais são legitimados pelo Congresso dos Estados Unidos. O memorial não precisa estar localizado em um local diretamente relacionado à pessoa ou evento que homenageia e muitos, como o USS Arizona Memorial, não possui a palavra "national" em seus títulos. O primeiro e talvez o mais conhecido Memorial Nacional é o Monumento a Washington.
A maior parte dos memoriais nacionais são pertencentes e administrados pelo Serviço Nacional de Parques; Porém, alguns são administrados por outras organizações, mas são considerados áreas afiliadas (affiliated areas) do Serviço Nacional de Parques. Os pertencentes à áreas afiliadas precisam requerem determinada assistência daquela agência na manutenção do memorial.
Como ocorre com todas as áreas históricas ligadas ao Sistema Nacional de Parques, os memoriais nacionais são automaticamente listados no Registro Nacional de Lugares Históricos; Entretanto, alguns memorais que são áreas afiliadas não são listados no Registro.
Outros memoriais nacionais incluem o Memorial Nacional de Oklahoma City, que recorda o atentado ocorrido em 19 de abril de 1995, e o Memorial e Museu Nacional do 11 de Setembro, inaugurado em 2011 na cidade de Nova Iorque.

## Memoriais Nacionais

### Memoriais nacionais licenciados
| Nome                                | Estabelecido em      | Licenciado em          | Resultado                        |
| ----------------------------------- | -------------------- | ---------------------- | -------------------------------- |
| New Echota Marker National Memorial | 10 de agosto de 1933 | 21 de setembro de 1950 | Transferido ao estado da Geórgia |

### Memoriais nacionais propostos
| Nome                                      | Lei                                   |
| ----------------------------------------- | ------------------------------------- |
| Adams Memorial                            | (autorizado pela Lei Pública 107-62)  |
| Dwight D. Eisenhower Memorial             | (autorizado pela Lei Pública 107-117) |
| Martin Luther King, Jr. National Memorial | (autorizado pela Lei Pública 104-333) |
| Mount Soledad National Memorial           | (autorizado pela Lei Pública 108-447) |